# لانفیهانگل ای پنانت
لانفیهانگل ای پنانت (به انگلیسی: Llanfihangel-y-Pennant) یک منطقهٔ مسکونی در بریتانیا است که در گوینز واقع شده‌است. لانفیهانگل ای پنانت ۳۳۹ نفر جمعیت دارد.